# Subantarctia fiordensis
Subantarctia fiordensis is een spinnensoort in de taxonomische indeling van de Orsolobidae.
Het dier behoort tot het geslacht Subantarctia. De wetenschappelijke naam van de soort werd voor het eerst geldig gepubliceerd in 1956 door Raymond Robert Forster.